# Дыгат, Магда
Магда Дыгат, она же Магдалена Дудзинская-Дыгат и Магда Дудзинская (5 июня 1945, Краков) — польская писательница.
Дочь писателя Станислава Дыгата и актрисы Владиславы Навроцкой. Магдалене было восемь лет, когда её отец Станислав Дыгат ушел к актрисе Калине Ендрусик, на которой женился годом позже, в 1954 году. Магда осталась с отцом, однако до самой его смерти конкурировала за его любовь с мачехой, Калиной Ендрусик. О своих напряжённых отношениях с отцом, матерью и мачехой Магда откровенно, подчас весьма резко, рассказала в своей книге «Расставания» („Rozstania“).
Во второй половине 1960-х вышла замуж за художника, графика и фотографа Анджея Дудзинского, с которым познакомилась еще в 1960 году — будучи подростками, они встретились летом во время каникул в Сопоте. В 1977 году супруги эмигрировали в США, с 1980 года жили в Нью-Йорке. Последние несколько лет Магда Дыгат живет в Варшаве.
Как писательница, дебютировала в 2001 году автобиографической книгой «Расставания» („Rozstania“). С тех пор вышли в свет еще её два романа — «Бедная госпожа Моррис», стиль которого напоминает стиль её отца, писателя Станислава Дыгата, но в котором Магда отстаивает свои ценности, которых Станислав Дыгат не понимал и не принимал — и «Купить дым, продать туман», в центре которого жизнь чисто женской семьи, бабушки, её дочери и её внучки, которых объединяет любовь к искусству и желание уйти от прозы жизни. Последняя её книга, написанная совместно с мужем Анджеем Дудзинским — «Малый алфавит Магды и Анджея Дудзинских», краткая биография их семьи.

## Творчество
- «Расставания» / Rozstania. Изд. „Literackie“, Краков, 2001 г.
- «Бедная госпожа Моррис» / Biedna pani Morris. Изд. „Literackie“, Краков, 2003 г.
- «Купить дым, продать туман» / Kupić dym, sprzedać mgłę. Изд. „Literackie“, Краков, 2007 г.
- «Малый алфавит Магды и Анджея Дудзинских» / Mały alfabet Magdy i Andrzeja Dudzińskich (совместно с м). Изд. „Literackie“, Краков, 2009 г.